# Pocahontas II: Reis naar een Nieuwe Wereld

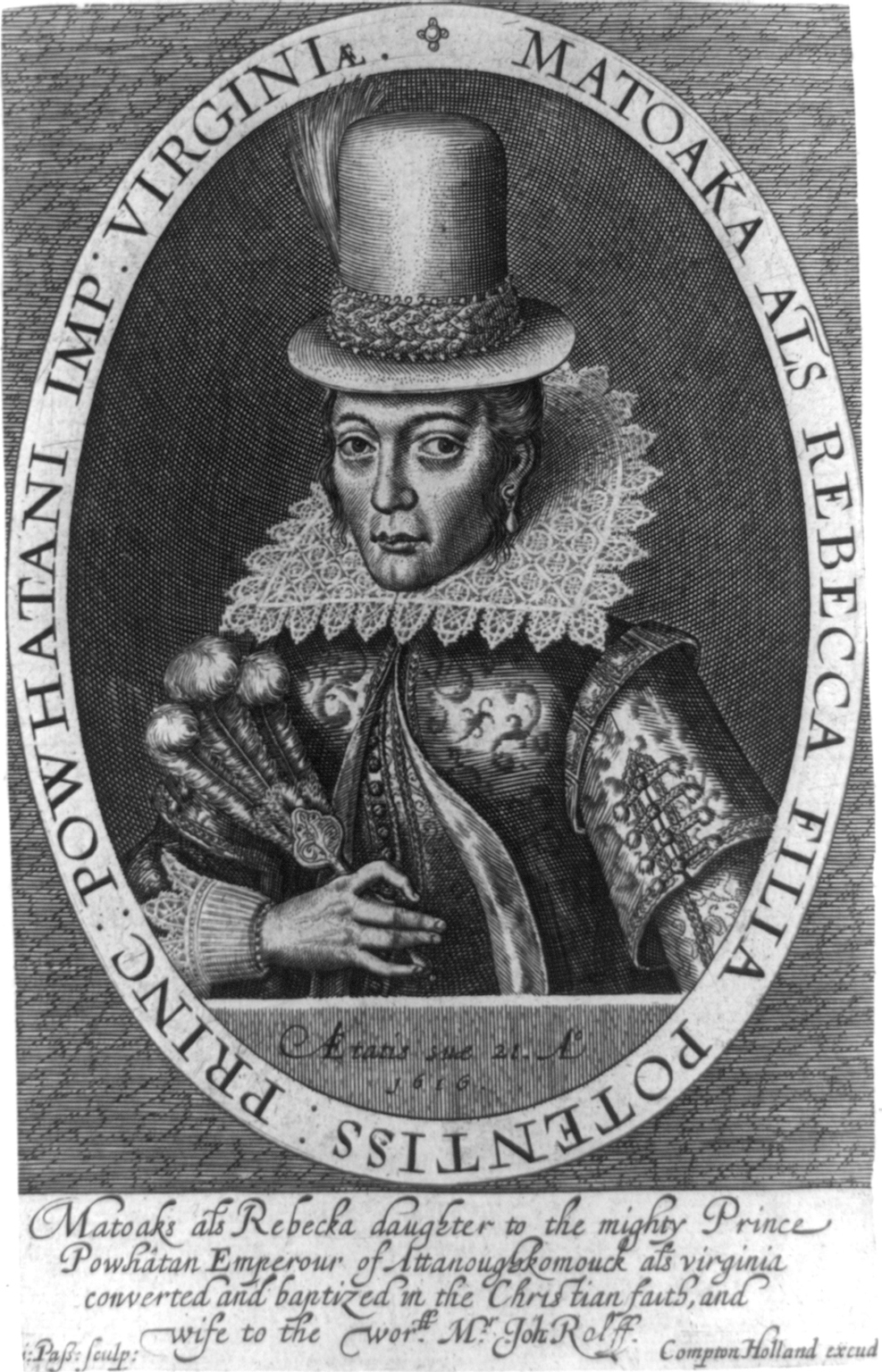
Pocahontas door Simon van de Passe.

Pocahontas II: Reis naar een Nieuwe Wereld (originele titel Pocahontas II: Journey to a New World) is een Amerikaanse animatiefilm uit 1998, geproduceerd door Disney. Het is een direct-naar-video vervolg op de animatiefilm Pocahontas uit 1995.
Het verhaal van de film is net als de vorige film gebaseerd op het leven van de historische Pocahontas. Deze film behandelt haar relatie met John Rolfe en haar reis naar Engeland. Van bijna alle personages uit de vorige film die in deze film terugkeren doen dezelfde acteurs de stemmen. Uitzondering is John Smith, wiens stem in deze film wordt gedaan Donal Gibson.
De film werd erg matig ontvangen.

## Verhaal
De film speelt enkele jaren na de vorige film (circa 1610-1614). In Engeland is John Smith bezig met een brief aan Pocahontas wanneer hij wordt gestoord door voormalig gouverneur Ratcliffe en een aantal soldaten. Ratcliffe is erin geslaagd de Britse koning James ervan te overtuigen dat hij slachtoffer is geworden van verraad in de kolonie, en dat Smith de ware schurk is. John Smith kan aan Ratcliffe ontkomen, maar valt in het water en wordt nadien dood gewaand.
Ondertussen, in Noord-Amerika, hebben meer Britten zich in Jamestown gevestigd. Er heerst nog altijd een gespannen situatie tussen hen en de indianen, maar Pocahontas heeft tot dusver kunnen voorkomen dat de situatie escaleert. Op een dag arriveert de Brit John Rolfe. Hij heeft de opdracht om opperhoofd Powhatan naar Engeland te halen voor onderhandelingen met koning James. Dit omdat er een oorlog dreigt nu Ratcliffe de koning met zijn leugens probeert te overtuigen dat de indianen de groei van de kolonie in de weg staan. Wanneer hij hoort dat Pocahontas de persoon is die de indianen en de kolonisten uit elkaar houdt, besluit hij haar mee te nemen. Meeko, Flit en Percy gaan met haar mee, evenals een indiaan genaamd Uttamatomakkin.
Eenmaal in Engeland staat Pocahontas versteld van deze “nieuwe wereld”. Ratcliffe, die de onderhandelingen graag ziet mislukken zodat hij een oorlogsvloot naar de kolonie kan sturen, haalt de koning over om Pocahontas uit te nodigen voor het Hunt-bal. Samen met Rolfes huishoudster Mrs. Jenkins bereidt ze zich voor op het feest. Aanvankelijk lijkt alles goed te gaan en de koning is zeer onder de indruk van haar. Dan zet Ratcliffe echter zijn plan in werking; hij laat ter “vermaak” van de aanwezigen een beer martelen. Pocahontas snapt dit soort gedrag niet en neemt het op voor de beer, wat juist voor de Britten weer vreemd overkomt. De koning is beledigd en laat Pocahontas en Uttamatomakkin opsluiten in de Tower of London.
Die avond wordt Rolfe opgehaald bij zijn huis door een man wiens gezicht verborgen gaat onder een mantel met capuchon. De twee bevrijden Pocahontas en Uttamatomakkin. Naderhand blijkt de man niemand minder te zijn dan John Smith. Na wat onenigheid tussen Smith en Rolfe over wat ze nu het beste kunnen doen, besluiten zij en Pocahontas naar de koning te gaan. Wanneer de koning ziet dat Smith nog leeft, beseft hij dat Ratcliffe gelogen heeft en de oorlogsvloot enkel wil sturen daar hij nog steeds denkt dat er goud te vinden is in de kolonie.
Pocahontas, Uttamatomakkin, Smith en Rolfe haasten zich naar de haven en slagen erin de vloot tegen te houden. Smith verslaat Ratcliffe in een zwaardgevecht, waarna hij door de koning wordt gearresteerd. Naderhand moet Pocahontas kiezen tussen twee liefdes. Haar hart ligt inmiddels bij Rolfe, dus nemen zij en John Smith afscheid. Pocahontas en Rolfe nemen een schip terug naar de kolonie, terwijl Uttamatomakkin in Engeland blijft bij Mrs. Jenkins.

## Originele Amerikaanse stemmen
| Acteur             | Personage           |
| ------------------ | ------------------- |
| Irene Bedard       | Pocahontas          |
| Judy Kuhn          | Pocahontas (zang)   |
| Donal Gibson       | John Smith          |
| David Ogden Stiers | Governeur Ratcliffe |
| Billy Zane         | John Rolfe          |
| Jim Cummings       | Koning James        |
| Finola Hughes      | Koningin Anne       |
| Jean Stapleton     | Mrs. Jenkins        |
| John Kassir        | Meeko               |
| Russell Means      | Powhatan            |
| Frank Welker       | Flit                |
| Linda Hunt         | Grootmoeder Wilg    |
| Danny Mann         | Percy               |
| Michelle St. John  | Nakoma              |
| Brad Garrett       | Uttamatomakkin      |

## Achtergrond

### Filmmuziek
1. Where Do I Go From Here?
2. What a Day in London
3. Between Two Worlds

## Reactie
De film werd, vooral maar niet alleen door de fanbase, zeer matig ontvangen. Naar algemene mening doet dit vervolg de originele film geen recht, mede doordat de hoofdpersoon Pocahontas uiteindelijk voor een andere man (Rolfe) kiest (hoewel de historische Pocahontas dat ook deed). Mede door deze reacties wordt John Rolfe in Disney media en franchise genegeerd en worden Pocahontas en John Smith als koppel erkend (daar bijgevoegde notie: omdat vervolgen niet in de bioscoop komen, worden de meeste vervolgen nooit in de franchise erkend, afgezien van misschien The Lion King II: Simba's trots.).

### Vergelijking met de werkelijkheid
De echte Pocahontas trouwde in werkelijkheid inderdaad met John Rolfe, en reisde in 1616 met hem naar Engeland. Rond deze tijd was ze in werkelijkheid reeds bekeerd tot het christendom en had de Britse naam Rebecca aangenomen. Tevens hadden zij en Rolfe rond deze tijd een zoon genaamd Thomas. Het was duidelijk dat Rolfe echt van haar hield (wat af te leiden is uit enkele brieven van hem), maar het is niet duidelijk of die liefde wederzijds was, of dat Pocahontas haar huwelijk met Rolfe enkel zag als manier om de banden met de kolonisten te versterken.
In de film keert Pocahontas uiteindelijk terug naar haar stam. In werkelijkheid bleef ze in Engeland tot haar dood in maart 1617.
Ratcliffe was in werkelijkheid in 1609 al gestorven.

## Prijzen en nominaties
In 1999 werd Pocahontas II: Reis naar een Nieuwe Wereld genomineerd voor een Annie Award in de categorie Outstanding Achievement in an Animated Home Video Production.